# Winkelcentrum Brouwhorst
Winkelcentrum Brouwhorst is een niet-overdekt wijkwinkelcentrum in de wijk Brouwhuis in de Nederlandse stad Helmond. Het L-vormige winkelcentrum ligt aan de zuidzijde van de spoorlijn Eindhoven-Venlo, vlak bij NS-station Brouwhuis. Boven de laag met winkels zijn twee verdiepingen met appartementen. Het centrum heeft een winkeloppervlakte van circa 4.150 m², dateert uit 1987 en werd in 2015 gerenoveerd.
In 2017 verkocht DELA Vastgoed het winkelcentrum als onderdeel van een vastgoedportefeuille aan Lone Star Funds.